# Anodisering

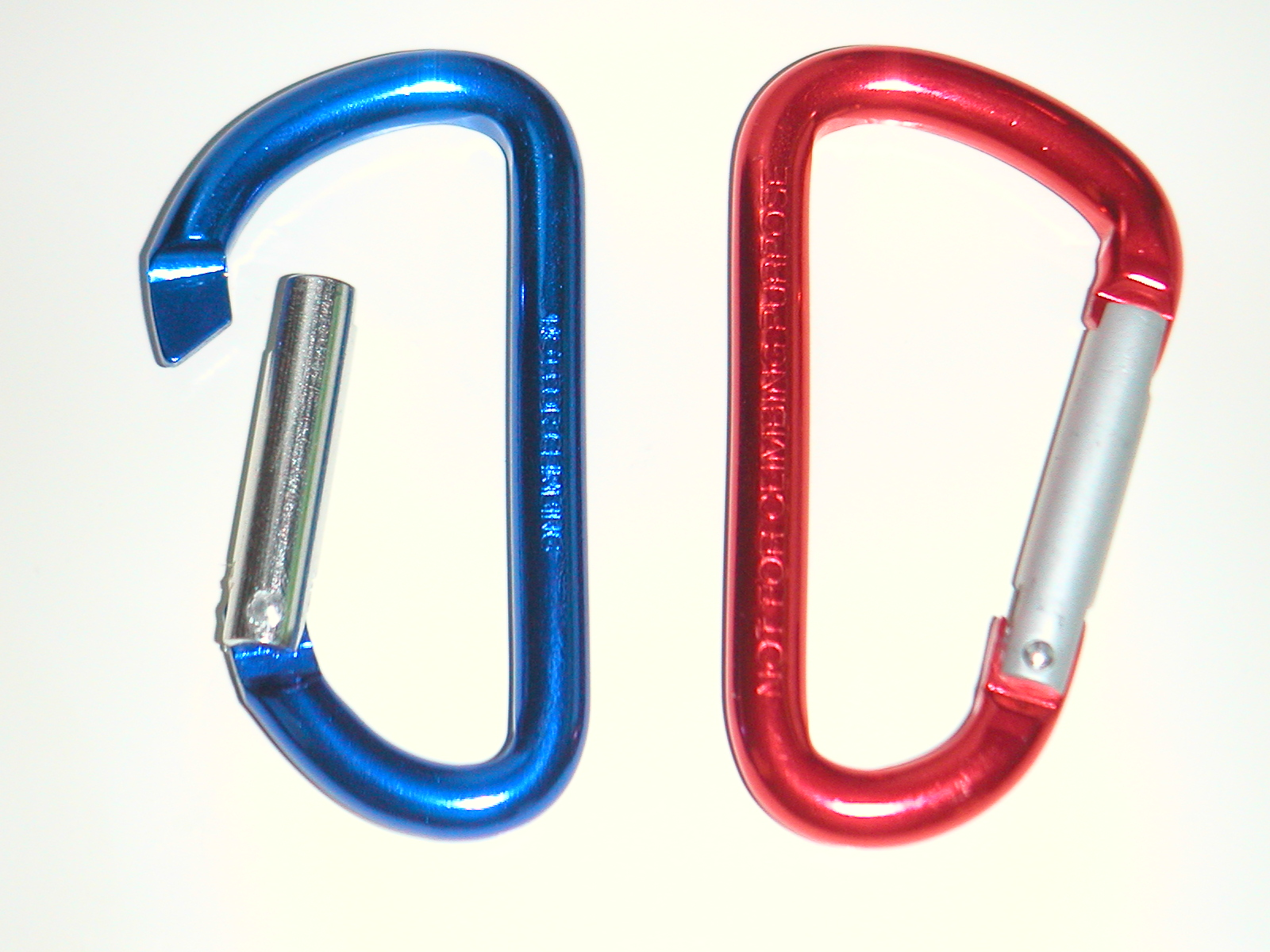
Anodiserade karbinhakar

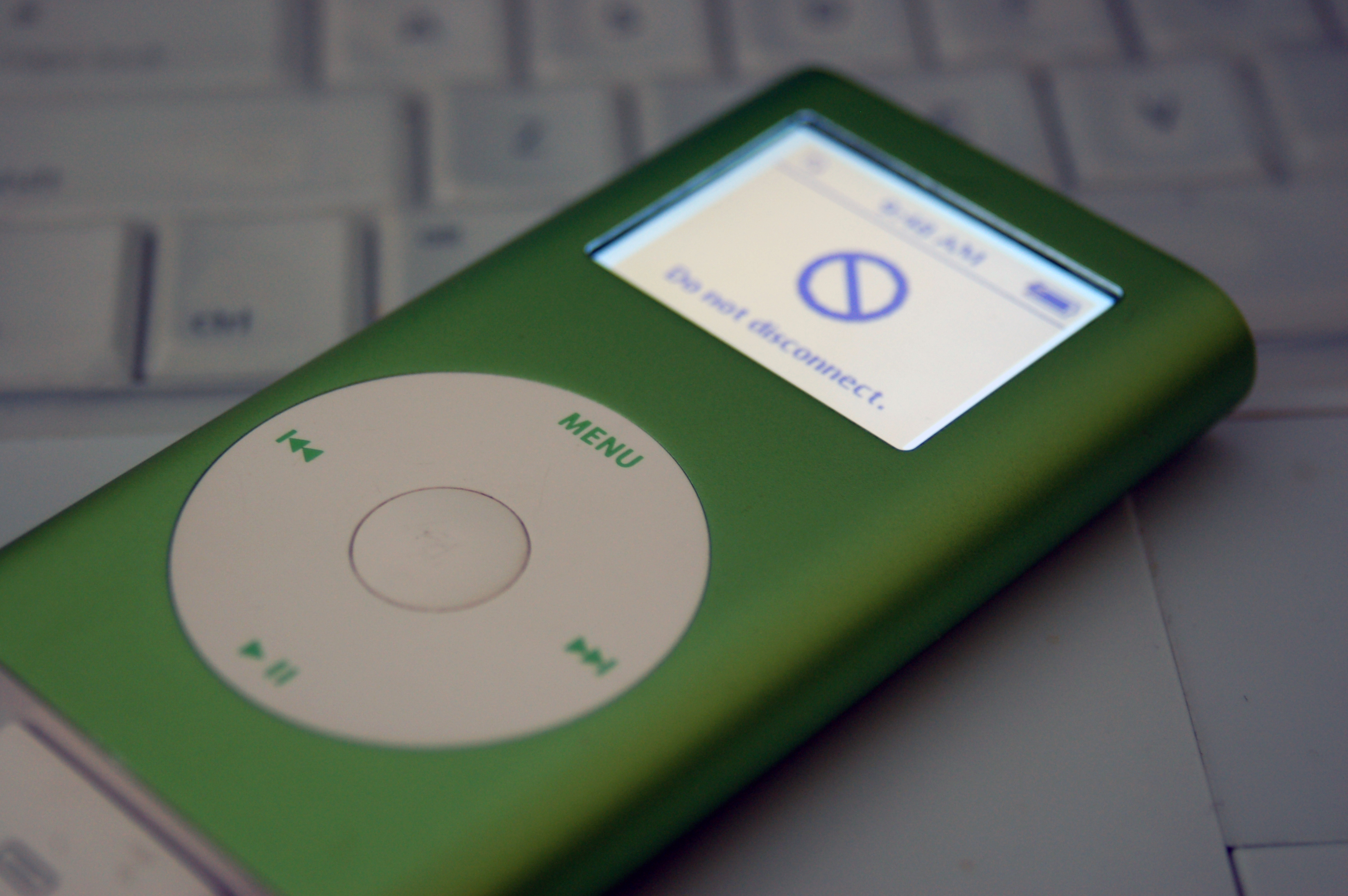
Anodiserad Apple Ipod Mini

Anodisering är en ytbehandling som förstärker materialets korrosionsskydd. Det är med andra ord enbart metaller som anodiseras och då främst aluminium och magnesium. 
Anodisering går ut på att metallen oxideras i en sur elektrolyt med hjälp av likström. Därmed skapas en tjockare oxid som är hårdare, tål nötning bättre och förbättrar metallens korrosionsskydd.

## Aluminium
Anodiseringsprocessen består av många steg där detaljerna monterats på fixturer som förflyttas med hjälp av traverser mellan olika bad. De första stegen består av olika rengöringssteg och etsning. Därefter anodiseras detaljerna i en syra (vanligtvis svavelsyra eller kromsyra) där kärlet jordas och fixturen som håller detaljerna strömsätts. Likström används i stort sett uteslutande. Detaljen sköljs därefter i vatten. Ytan är nu mycket gropig, nästan porös. Om detaljen skall infärgas kan man doppa den i en pigmentlösning. Ytan kan nu eftertätas genom att doppas i avjoniserat vatten, i en dikromatlösning eller genom att tillsätta tätningsämnen som nickelacetat. Slutligen får detaljen torka varmt, exempelvis i ugn.
Rent aluminium har ett oxidskikt på ca 10 nm vilket vanligtvis blir mellan 5 och 25 μm efter anodisering. Vid anodisering av aluminium sker följande reaktion:
2 Al + 3 H2O → Al2O3 + 3 H2
Anodiserat aluminium används bland annat som material till husfasader, prydnadslister på fordon, butiksinredningar, master för segelbåtar och höljen. Äldre aluminiumkastruller hade ofta rödanodiserade lock i en karakteristisk mattglänsande färg.